# Castrignano de’ Greci
Castrignano de’ Greci ist eine südostitalienische Gemeinde (comune) mit 3639 Einwohnern (Stand 31. Dezember 2023) in der Provinz Lecce in Apulien. Die Gemeinde liegt etwa 23,5 Kilometer südsüdöstlich von Lecce im südlichen Salento. Castrignano de’ Greci gehört zur Graecia Salentina, in der noch immer Griko gesprochen wird.

## Geschichte
Der Ursprung der Gemeinde ist geschichtlich nicht mehr nachzuvollziehen. Sicher ist, dass bereits in der römischen Antike eine befestigte Anlage bestand. Während der normannischen Herrschaft war Castrignano de’ Greci Teil der Grafschaft Lecce.

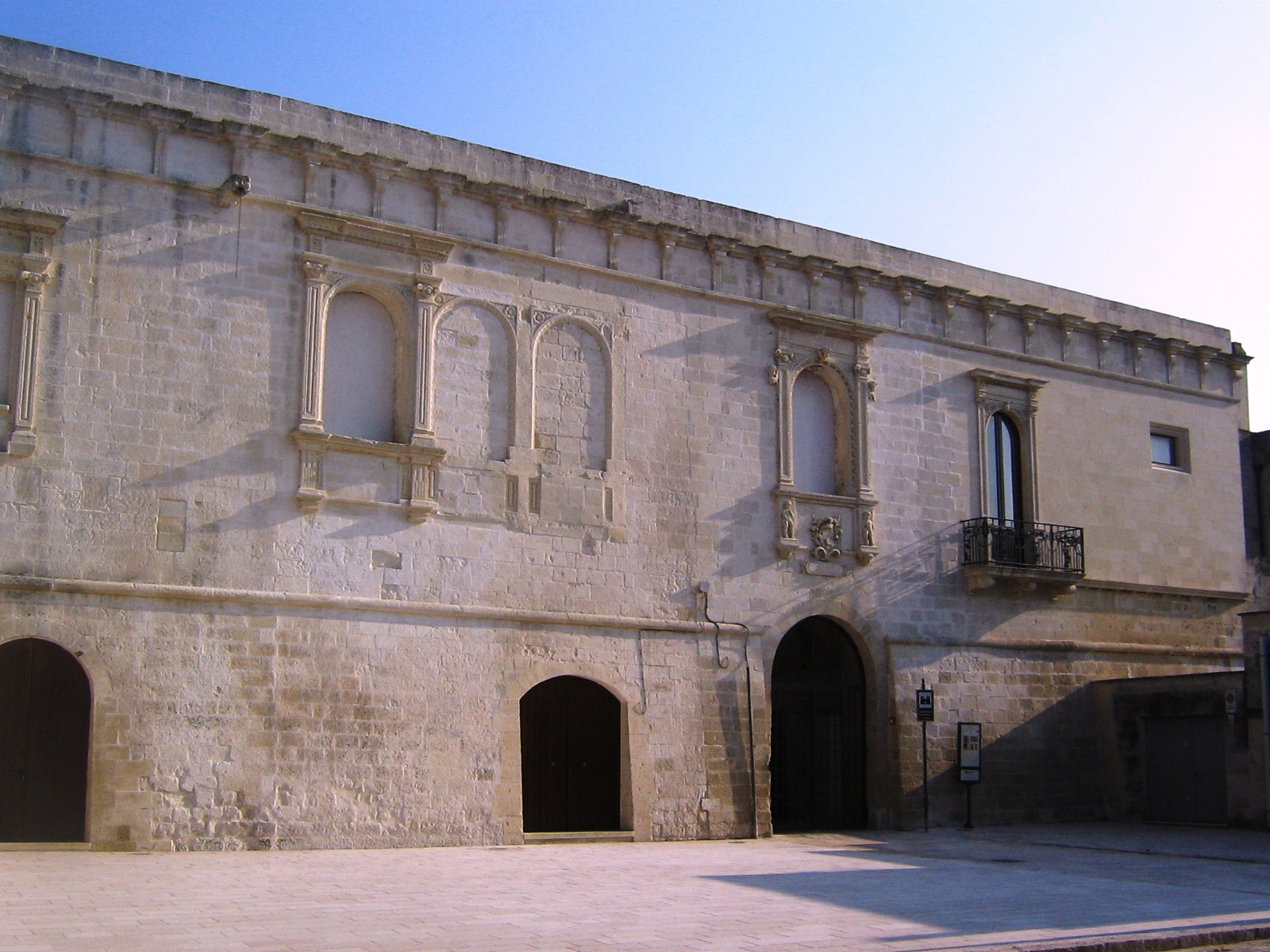
Burganlage in Castrignano de’ Greci